# Disnyssus
Genre

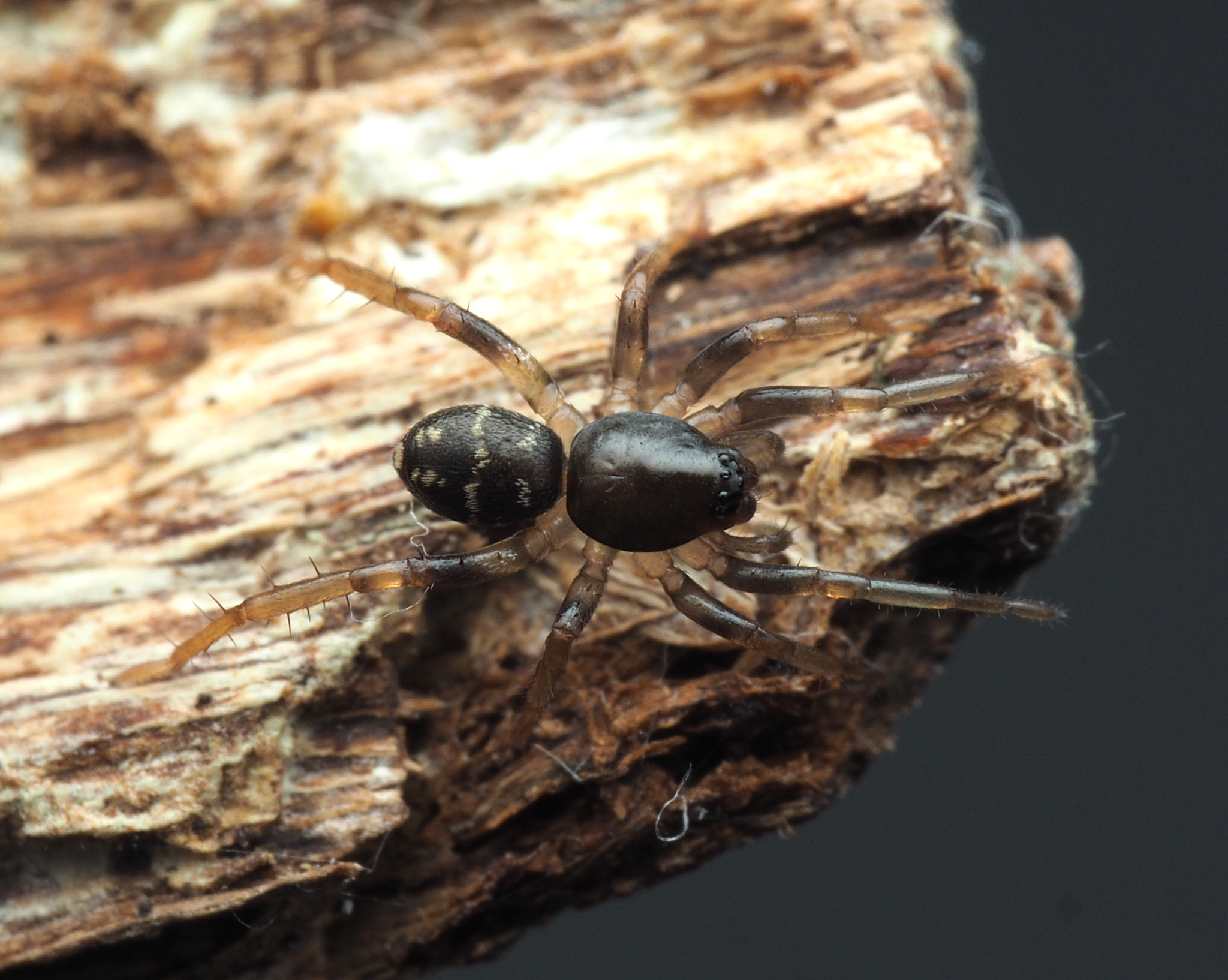
Disnyssus judidenchae. Espèce d'arachnide.

Disnyssus est un genre d'araignées aranéomorphes de la famille des Corinnidae.

## Distribution
Les espèces de ce genre sont endémiques du Queensland en Australie.

## Liste des espèces
Selon World Spider Catalog (version 17.5, 10/10/2016) :
- Disnyssus helenmirrenae Raven, 2015
- Disnyssus judidenchae Raven, 2015

## Publication originale
- Raven, 2015 : A revision of ant-mimicking spiders of the family Corinnidae (Araneae) in the Western Pacific. Zootaxa, no 3958(1), p. 1-258.